# Mahabad
Mahabad (Perzisch: مهاباد [mæɦɔːˈbɔːd], Koerdisch: Mehabad (مه‌هاباد) [məhɑːˈbɑːd]) is een stad in het noordwesten van Iran. De stad heeft 147.381 inwoners (2011). De stad ligt ten zuiden van het Orumiyeh-meer in een smalle vallei op ongeveer 1300 m boven zeeniveau. Het ligt in de provincie Āz̄arbāyjān-e Gharbī van Iran.
De bevolking van Mahabad bestaat voornamelijk uit Koerden en kort na de Tweede Wereldoorlog was het de hoofdstad van de Republiek Mahabad. Het is nog steeds het centrum van Koerdisch nationalisme in Iran.

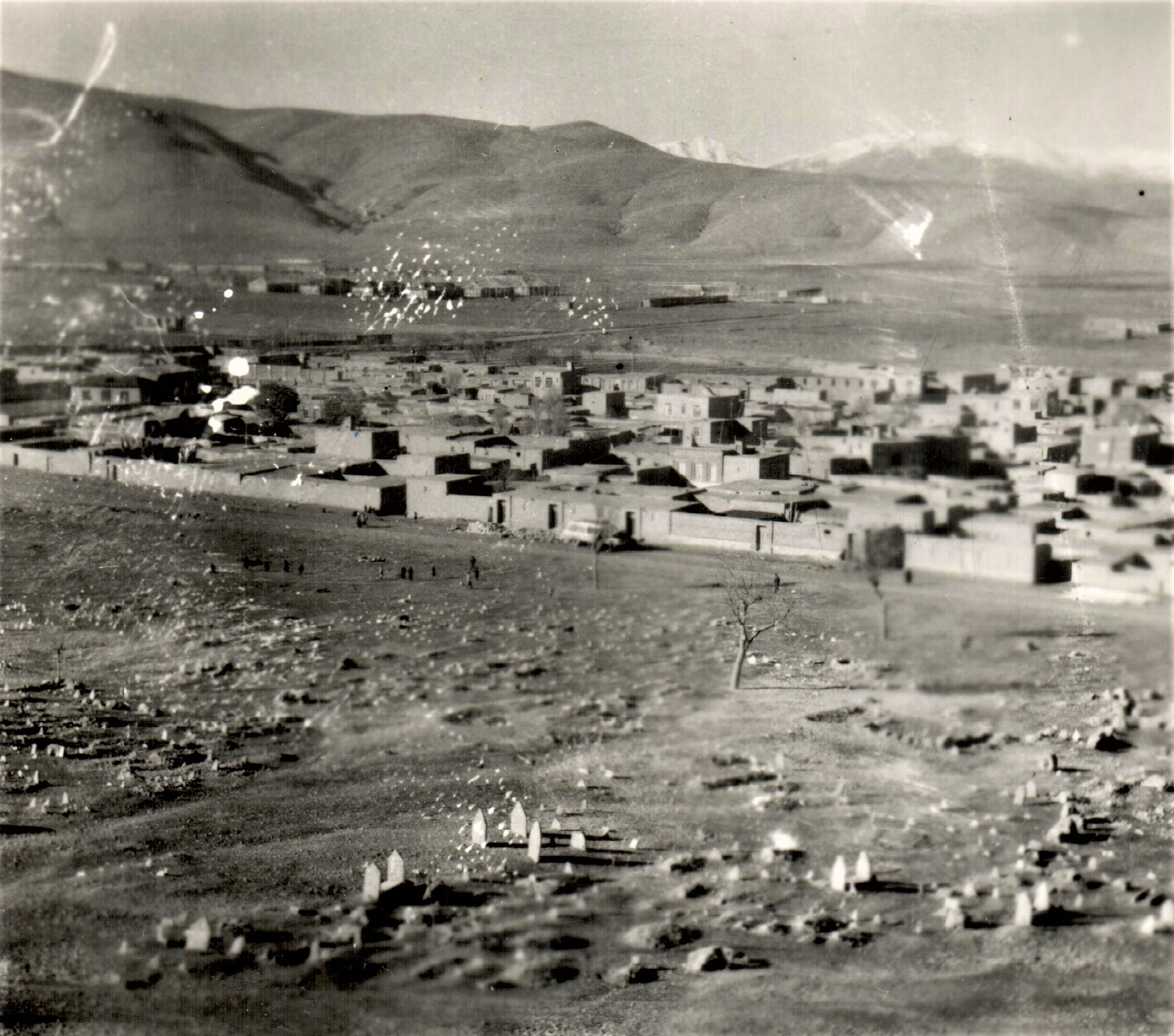
Mahabad (1959)

## Geboren
- Masoud Pezeshkian, president van Iran (2024-heden) en hartchirurg